# 교육무상화를 실현하는 모임
교육무상화를 실현하는 모임(일본어: 教育無償化を実現する会)은 일본의 정당이다. 2023년 11월 30일 국민민주당을 탈당한 마에하라 세이지 등 4명과 무소속의 도쿠나가 히사시 등 5명의 국회의원이 결성을 발표했다.

## 역사
2023년 8월 열린 국민민주당 당대표 선거에 다마키 유이치로 대표와 마에하라 세이지 대표대행 2명이 입후보하며 당내 노선의 대립이 표면화되기 시작했다. 다마키는 "정책 본위로 여야를 넘어 연계·협력한다"며 2022년도 예산안에 찬성하는 등 자민당·공명당 정권에 접근하는 모습을 보인 반면, 마에하라는 "비자민·비공산 세력의 결집"에 의해 정권교체를 목표로 할 것을 주장하며 일본유신회나 입헌민주당 일부와의 연계의 의욕을 보이기도 하였다. 투표 결과 다마키가 마에하라를 누르고 당대표 당선에 성공하였으나 당내 융화를 위해 마에하라는 대표대행직에 유임하게 되었다.
동년 10월 열린 제212회 국회에서 자공 여당이 제출한 보정 예산안에 다마키의 국민민주당 집행부가 찬성할 방침을 정하는 한편, 11월 하순에는 마에하라가 대표로 있는 국민민주당 교토부련이 내년의 교토시장선거에서 유신당 및 지역정당 교토당과 통일 후보를 옹립하기로 합의하며 대립이 심화되었다. 결국 보정 예산안이 통과된 다음날인 11월 30일 마에하라 세이지와 가다 유키코 참의원 의원, 중의원 의원인 사이토 알렉스와 스즈키 아쓰시가 탈당계를 제출하였다. 같은 날 마에하라 등 4명과 무소속 중의원 의원인 도쿠나가 히사시(전 입헌민주당)는 국회에서 기자회견을 열고 신당 "교육무상화를 실현하는 모임"의 결성을 발표하며 자민당과 공산당을 제외한 야당과 협력하고자 하는 의지를 밝혔다. 12월 13일 국민민주당에서 4명의 의원의 제명이 결정되었고 14일 총무성에서 동당의 정당 신고가 수리되었다.
2024년 1월 15일 마에하라 대표와 유신회의 바바 대표는 기자회견을 열고 26일 열리는 제213회 국회에서 함께 회파를 결성할 것을 발표했다.

## 같이 보기
- 마에하라 세이지
- 국민민주당 (일본, 2020년)